# Louis Gerrits
Jean-Baptiste Louis Gerrits, ook Lodewijk Gerrits, (Antwerpen, 13 augustus 1827 - 17 augustus 1873) was een Belgisch politicus voor de Meetingpartij (Kath. Partij).

## Levensloop
Gerrits was een zoon van de dagloner Henri Gerrits en van Anne-Marie De Groof. Hij bleef vrijgezel.
Nadat zijn vader vroeg was overleden, kon hij zijn humaniora aan het Koninklijk Atheneum van Antwerpen niet afmaken en werd hij in 1842 'waterklerk' bij de reder en maritiem makelaar Van den Bergh. Hij richtte in 1852, samen met zijn schoonbroer de drukkerij Kennes en Gerrits op, die hij vanaf 1861 na de dood van zijn vennoot alleen bestuurde en dit tot aan zijn dood. Hij werd onder meer de drukker van de Lloyd Anversois en medewerker aan Het Handelsblad. Hij lanceerde in 1848 met August Snieders De Vriend des Volks, maar het bleef bij een enig nummer, en vanaf 1856 de jaarlijkse Almanack des Volks. Ook publiceerde hij enkele romans, waaronder De Zoon des Volks, een historische roman waarin Vlaamsgezindheid en sociale zin primeerden. Vanaf 1860 wijdde hij zich volledig aan de politiek.
In 1846 werd hij lid van de kamer van retorica De Olijftak in  Antwerpen. In 1852 publiceerde hij een Oproep aan het Vlaamse Volk die een politieke vereniging ter verheffing van het volk bekendmaakte. Hij werd hierin gesteund door zijn vriend August Snieders en door Jan Van Rijswijck. Hij stichtte, samen met Snieders, De Eikenkroon, een Vlaamsgezinde, neutrale groepering. Dit had tot gevolg dat hij uit de Olijftak werd gesloten. Gerrits wilde de Vlaamsgezinden groeperen buiten partijverband, wat duidelijk niet lukte. Nadat de Antwerpse Liberale Associatie Gerrits weigerde als kandidaat voor de gemeenteraadsverkiezingen van 1859, was hij in 1861 medestichter van de Nederduitsche Bond, waarvan hij tweemaal voorzitter was.
Na ontslag te hebben genomen uit de Liberale associatie, werd Gerrits verkozen tot gemeenteraadslid van Antwerpen voor de katholieke Meetingpartij, van 1863 tot 1872. Hij was de medestichter van Het Vrije Woord (1865-1867), een spreekbuis van de gematigde Meetinggezinde liberalen. Hij lag mee aan de basis van het invoeren in 1866 van het Nederlands als officiële taal van de stad Antwerpen. Ook was hij de beheerder van het blad L'Escaut, dat pro-Vlaams en pro-Meetingpartij was.
In 1866 werd hij voor de Nederduitsche Bond verkozen tot lid van Kamer van volksvertegenwoordigers in het arrondissement Antwerpen en vervulde dit mandaat tot aan zijn dood. In de Kamer hield hij zich vooral bezig met Antwerpse aangelegenheden, het leger en de Vlaamse zaak, vooral wat de vernederlandsing van het gerecht en het leger betrof. In november 1867 diende hij tevergeefs een wetsvoorstel in tot regeling van het taalgebruik in rechtszaken. Toen Edward Coremans in april 1872 een wetsvoorstel indiende over het gebruik van het Nederlands in het gerecht, was Gerrits een van de medeondertekenaars.  Hij stierf op de dag dat dit wetsvoorstel bekrachtigd werd als de eerste taalwet.

## Publicaties
- De zoon des volks, 1845.
- Menschenliefde (drama), 1850.
- Tanchelm, 1850.
- Aan het Vlaamsche Volk, 1852.
- De Godverzaker (roman), 1852.
- De Oude Belgen, 1854.
- Vertellingen, 1854.
- Gij die slaapt. Een ernstig woord tot alle Vlamingen die hun land en hunne taal liefhebben, 1861.